# اللوبیه
اللوبیه (به عربی: اللوبية) یک منطقهٔ مسکونی در لبنان است که در شهرستان صیدا واقع شده‌است.